# Ada Kramm
Ada Kramm (14 de março de 1899 – 17 de dezembro de 1981) foi uma actriz teatral e cinematográfica norueguesa, cuja carreira artística abarcou mais de seis décadas.

## Filmografía (selecção)
- 1917 : Erblich belastet
- 1917 : Der Kampf um dêem Sturmvogel
- 1919 : Luxuspflänzchen
- 1928 : Schneeschuhbanditen
- 1932 : Der weiße Gott
- 1964 : Bernardas hus (TV)
- 1975 : Hedda Gabler (TV)
- 1979 : Die Erbschaft